# آهن(II) سولفات
فروس سولفات زاج ترکی، زاج سبز (به انگلیسی: ferrous sulfate)
رده درمانی: املاح و مواد ضروری بدن
اشکال دارویی: قرص، آمپول، شربت و قطره

## موارد مصرف
فروس سولفات در درمان و پیشگیری از کم خونی فقر آهن به کار می رود.
در عین حال سولفات آهن خشک یا آبدار 18 درصد به عنوان کود کشاورزی برای تأمین آهن خاک بکار می رود.
بدون سولفات آهن کشاورزی گیاهان دچار مرگ تدریجی می‌شوند.
در عین حال سولفات آهن 2 ظرفیتی بدلیل رطوبت کم پر کاربردترین نوع سولفات آهن در کشاورزی است.

## مکانیسم اثر
فروس سولفات با فرمول (FeSO4) موجب جبران کمبود احتمالی آهن برای ساخت هم جهت گلبولهای قرمز خون می‌شود. این ماده در ترکیب با مواد زیادی مانند ویتامین سی، اسید فولیک و مولتی ویتامین و ... نیز تولید شده‌است. 

## عوارض جانبی
تهوع، استفراغ، اسهال، حساسیت نسبت به دارو، سوزش و درد معده، تغییر رنگ دندان (در مصرف خوراکی) و آبسه محل تزریق

## تداخل دارویی
- داروهای ضداسید، کلسیترامین، عصاره لوزالمعده و ویتامین E جذب سولفات آهن را کاهش می‌دهند (سولفات آهن به فاصله 1 تا 2 ساعت از این داروها مصرف شود)
- مصرف همزمان سولفات آهن با داکسی‌سایکلین ممکن است جذب آهن را دچار اختلال کند.
- کلرامفنیکل پاسخ به درمان با آهن را با مشکل مواجه می‌کند.
- مصرف همزمان با تتراسیکلین، جذب هر دو دارو را کاهش می‌دهد. مصرف تتراسیکلین باید به فاصله 3 ساعت از مصرف آهن باشد.
- سولفات آهن موجب کاهش جذب پنی‌سیلامین می‌شود. این داروها باید با فاصله حداقل دو ساعت از یکدیگر مصرف شوند.
- سولفات آهن ممکن است جذب لوودوپا، متیلدوپا، لووتیروکسین، پنی‌سیلین آمین و کینولونها را کاهش دهد، پس با حداقل 2 ساعت فاصله مصرف شود.